# 艾里斯 (加利福尼亞州)
艾里斯（英語：Iris）是位於美國加利福尼亞州因皮里爾縣的一個非建制地區。該地的面積和人口皆未知。

## 地理
艾里斯的座標為33°11′43″N 115°24′16″W / 33.19528°N 115.40444°W，而該地的平均海拔高度為25米（即82英尺）。